# Le Mesnil-Jourdain
Mesnil-Jourdain – miejscowość i gmina we Francji, w regionie Normandia, w departamencie Eure.
Według danych na rok 1990 gminę zamieszkiwało 270 osób, a gęstość zaludnienia wynosiła 26 osób/km² (wśród 1421 gmin Górnej Normandii Mesnil-Jourdain plasuje się na 638 miejscu pod względem liczby ludności, natomiast pod względem powierzchni na miejscu 324).